# Colisée de Moncton
Le Colisée de Moncton est une salle omnisports située à Moncton au Nouveau-Brunswick. L'aréna compte 7 200 places il était le plus grand aréna de la province avant d'être remplacé par le Centre Avenir, qui a une capacité de 8 800 places assises et qui est aussi situé à Moncton. Non seulement le Colisée permet d'accueillir des parties de la Ligue de hockey junior majeur du Québec, mais aussi des grands spectacles de calibre international et quelquefois, des parties de hockey hors-concours de la Ligue nationale de hockey.

## Événements importants
sportifs
- mars 2008 : Tournoi de Hockey Universitaire (CIS)
- mars 2007 : Tournoi de Hockey Universitaire (CIS) [2]
- mai 2006 : Tournoi de la Coupe Memorial
- 1985 : Labatt Brier de curling masculin
- 1977 : Skate Canada 1977

culturels
- 16 septembre 2015 : Scorpions
- 3 février 2010 : Guns n' Roses
- 16 avril 2008 : George Jones
- 15 avril 2008 : Anne Murray
- 7 mars 2008 : Sum 41
- 21 février 2008 : Blue Rodeo
- 2 février 2008 : Michael Bublé
- 24 janvier 2008 : Ozzy Osbourne[3]
- 10 juillet 2007 : White Stripes[4]
- 8 mai 2006 : INXS[5]
- 13 mars 1999 : Shania Twain
- 15 juin 1996 : Céline Dion
- 21 août 1994 : 1755
- 9 février 1993 : Metallica
- 1er avril 1989 : Metallica[6]
- 13 mai 1988 : Iron Maiden
- 9 juillet 1977 : Kiss

autres événements
- 17 mai 2008 : Monster Spectacular

## Bannières
Coupe du président
- 2005-06[1]
- 2009-10